# توني مور (لاعب كرة قدم مواليد 1947)
توني مور (بالإنجليزية: Tony Moore)‏ هو لاعب كرة قدم بريطاني في مركز نصف الجناح، ولد في 4 سبتمبر 1947 في سكاربورو في المملكة المتحدة، وتوفي في 7 يوليو 2017. لعب مع غريمسبي تاون ونادي تشستر سيتي ونادي تشيسترفيلد ونادي كوربي تاون.